# Dobrzec (województwo pomorskie)
Dobrzec (kaszb. Dobrzec, niem. Vorwerk Daber) – pofolwarczna kolonia w Polsce położona w województwie pomorskim, w powiecie słupskim, w gminie Dębnica Kaszubska. Osada wchodzi w skład sołectwa Dobra.
W latach 1975–1998 miejscowość administracyjnie należała do województwa słupskiego.

## Nazwa
Nazwa miejscowości jest tzw. chrztem nazewniczym i ma charakter pseudotopograficzny-relacyjny. Powstała przez dodanie do nazwy miejscowej Dobra formantu -ec. Pierwotna niemiecka nazwa miejscowości Daber jest przeniesiona z sąsiedniej wsi Daber „Dobra” i dla odróżnienia była często stosowana z wyróżnikiem Vorwerk „folwark”.
Rada Języka Kaszubskiego proponuje opartą na polskiej kaszubską formę nazwy Dobrzec.